# Avun
 (juin 2021).
Avun (aussi, Aun) est un village du district de Yardymli en Azerbaïdjan.  Le village fait partie de la commune d'Urakəran (en).